# Maeda Shu
Maeda Shu (sinh ngày 2 tháng 12 năm 1993) là một cầu thủ bóng đá người Nhật Bản.

## Sự nghiệp câu lạc bộ
Maeda Shu hiện đang chơi cho Vanraure Hachinohe.